# Stichopogon gussakovskii
Stichopogon gussakovskii is een vliegensoort uit de familie van de roofvliegen (Asilidae). De wetenschappelijke naam van de soort is voor het eerst geldig gepubliceerd in 1975 door Pavel Lehr.